# 至圣所
至圣所（希伯来语: Qodesh HaQodashim，英语：Holy of Holies）是犹太教中，帐幕和后来犹太圣殿中的最内层的位置，以幔子和外面的圣所隔开。 
至圣所被认为是耶和华的住所。犹太人离开埃及后，尚未进入迦南地，还在旷野中的时候，首先建造了帐幕，耶和华的云笼罩了帐幕。还有一次类似的记载是，耶和华在云中显现在施恩座上，不允许祭司们随时进入幔内。

## 使用
至圣所只有大祭司才能一年进入一次，在赎罪节，把祭牲的血洒在约柜和约柜顶上的施恩座上。祭祀牲畜在铜祭坛上献祭，血被带进至圣所。至圣所里还有金香炉。

## 至圣所
| 至圣所 约柜 圣所 金灯台 金香坛 陈设饼的桌子 | 外院 铜祭坛 \| 铜洗濯盆         |
| 至圣所 约柜                                 | 圣所 金灯台 金香坛 陈设饼的桌子 |

| 至圣所 约柜 | 圣所 金灯台 金香坛 陈设饼的桌子 |

### 描述
1. 约柜，用皂荚木制造，里外都包着金，柜内收藏有3样东西：上面刻有十诫的摩西法版、亚伦发芽的杖和一罐隐藏的吗哪。上面是包金的“施恩座”；
2. 一个包金的皂荚木桌子称为"陈设饼的桌子"；
3. 发光的金灯台从不熄灭；
4. 居所，包括幔子、木板 天花板、围墙 支撑在银底座上，用皂荚木门闩连接在一起，用蓝色、紫色、和红色线和捻的细麻织成的遮挡至圣所幔子，桌子和金灯台，和外面的幔子；
5. 献祭的铜祭坛上献上祭牲；
6. 外院，有53根柱子支撑在铜卯座上，用银质的钩子和横杆连接，还有绣花的幔子；
7. 为灯台准备油。

## 今天的位置
今天，关于至圣所的确切位置，是一个有争议的话题。一种猜测认为就在耶路撒冷圣殿山穆斯林的奥马尔清真寺圆顶清真寺的附近。正统犹太教，特别是那些与重建圣殿团体有关者，要求来到圣殿山的访问者遵守进入圣地的最低要求，例如穿着亚麻织品、不得背向至圣所的位置而缺少敬意。大部分正统犹太教徒甚至避免爬上圣殿山，以防止自己不慎踏入至圣所。他们认为这是被禁止的，只有等到弥赛亚到来后，将来的大祭司才有资格进入。

## 耶稣基督后期圣徒教会

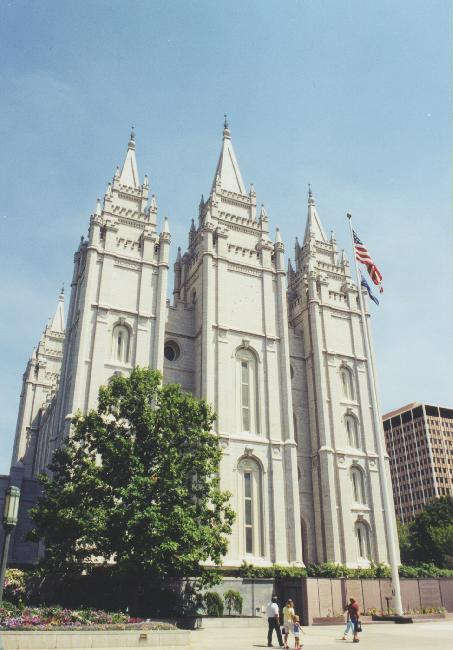
盐湖城圣殿还有一个"至圣所"

耶稣基督后期圣徒教会的盐湖城圣殿内有一个“至圣所”，由總會會長代替以色列的大祭司与耶和华的关系。
尽管耶稣基督后期圣徒教会拥有超过150个圣殿，但只有盐湖城圣殿起重要作用。在盐湖城圣殿建造期间（1853年-1893年），犹他州曼泰圣殿设有一个至圣所，现已不再使用。